# Kościół Wniebowzięcia Najświętszej Maryi Panny w Ostrowi Mazowieckiej
Kościół Wniebowzięcia Najświętszej Maryi Panny w Ostrowi Mazowieckiej – rzymskokatolicki kościół parafialny należący do dekanatu Ostrów Mazowiecka – Wniebowzięcia NMP diecezji łomżyńskiej.

## Historia
Obecna świątynia murowana została zaprojektowana w stylu neogotyckim przez architektów Władysława Czosnowskiego i Bronisława Szmidta i wzniesiona w latach 1885–1893 dzięki staraniom księdza Adama Pruss-Jarnutowskiego. Pobłogosławił ją w dniu 24 sierpnia 1890 roku ksiądz Roch Filochowski; konsekrował ją w dniu 7 października 1894 roku biskup płocki Michał Nowodworski. Dzięki staraniom księdza proboszcza Jana Sobotki kościół został wyremontowany. Dzięki staraniom księdza proboszcza Edmunda Chmielewskiego, w latach 1995–2000 świątynia otrzymała nową posadzkę, wzniesiony został marmurowy ołtarz, a wieża budowli oraz dzwonnica zostały pokryte blachą miedzianą.
W kościele tym odbył się ślub rotmistrza Witolda Pileckiego i Marii Pileckiej z domu Ostrowskiej

## Wyposażenie
W ołtarzu głównym jest umieszczona rzeźba Wniebowzięcia Najświętszej Maryi Panny z 1896 roku.